# 시기베르투스 6세
지게베르트 6세(Sigebert VI)는 프랑크 왕국의 귀족이자 왕족으로 메로빙거 왕조 출신이며 카롤링거 왕조의 인척이었다. 카롤링거 왕조 출신 서프랑크의 왕 대머리왕 카를 2세의 사위였다. 프로방스를 차지한 보소의 조카사위이다.
카를 2세와 후처인 프로방스의 리첼다 사이에서 태어난 딸 로틸데와 결혼하였다. 879년 루이 2세의 사망을 틈타 반란을 일으켰다가 진압되고 그의 가족은 브리타니아로 추방당했다.

## 같이 보기
- 루이 2세
- 보소
- 루이 3세